# Лоусон, Мэгги
Ма́ргарет Кэ́ссиди (Мэ́гги) Ло́усон (англ. Margaret Cassidy "Maggie" Lawson, род. 12 августа 1980, Луисвилл, Кентукки) — американская актриса. Наибольшую популярность приобрела после роли Джульет О’Хары в сериале «Ясновидец». Играла главные роли в ситкомах «Во всём виноваты предки», «Вернуться в игру» и «Ангел из ада», а также в телефильме «Нэнси Дрю».

## Жизнь и карьера
Мэгги Лоусон родилась в Луисвилле, штат Кентукки в семье менеджера отеля Майка Лоусона и домохозяйки Джуди. Она посещала католическую среднюю школу для девочек, а затем изучала актёрское мастерство в Университете Луисвилля. Её семья ирландского происхождения.
В 2000 году снялась в фильме «Они поменялись местами» канала ABC с участием Джастина Тимберлейка. Лоусон также принимала участие в таких сериалах как «Тайны Смолвилля», «Вернуть из мёртвых» и «Воплощение страха» в качестве приглашенной звезды. С 2006 по 2014 год снималась в телесериале «Ясновидец» в роли младшего детектива Джульет О’Хары. Лоусон также играла главную роль в сериале «Вернуться в игру».

## Личная жизнь
В течение 9 лет встречалась с партнёром по сериалу «Ясновидец» Джеймсом Родэем. Пара рассталась в конце 2014 года.
8 августа 2015 года Лоусон вышла замуж за актёра Бена Колдыка. В начале 2017 года супруги расстались.

## Фильмография
| Год     | Название на русском                  | Название на английском         | Роль                       |
| ------- | ------------------------------------ | ------------------------------ | -------------------------- |
| 1996    | Несчастливы вместе                   | Unhappily Ever After           | Мэделин                    |
| 1996    |                                      | Hang Time                      | Ким                        |
| 1997    | Шаг за шагом                         | Step by Step                   | Алана Миллс                |
| 1997    | Парень познаёт мир                   | Boy Meets World                | Дэбби                      |
| 1997    | Миго                                 | Meego                          | Брук                       |
| 1997    | Сибилл                               | Cybill                         | Дженнифер                  |
| 1998    | Большой ремонт                       | Home Improvement               | Саманта Хэйс               |
| 1998    | Плезантвиль                          | Pleasantville                  | Лиза Энн                   |
| 1998    | Я ждала тебя                         | I’ve Been Waiting for You      | Дэбби Мардок               |
| 1999    | Нас пятеро                           | Party of Five                  | Алекса                     |
| 1999    | Скорая помощь                        | ER                             | Шеннон Митчелл             |
| 1999    | Работа                               | Working                        | Джули                      |
| 1999    | Фелисити                             | Felicity                       | Ребекка                    |
| 2000    | Они поменялись местами               | Model Behavior                 | Алекс Бороуз / Жанин Адамс |
| 2001    |                                      | Inside Schwartz                | Ив                         |
| 2002    | Нэнси Дрю                            | Nancy Drew                     | Нэнси Дрю                  |
| 2002    | Обманщики                            | Cheats                         | Джули Меркель              |
| 2002    | Чужое сердце                         | Heart of a Stranger            | Аманда Мэддокс             |
| 2002    | Тайны Смолвилля                      | Smallville                     | Крисси / Мисси Паркер      |
| 2003    | Просто праздник какой-то!            | Winter Break                   | Мишель                     |
| 2003-04 | Во всем виноваты предки              | It’s All Relative              | Лиз Стоддард-Бэнкс         |
| 2004    |                                      | Love Rules                     | Келли                      |
| 2004    | Месть женщины средних лет            | Revenge of a Middle-Aged Woman | Рэйчел                     |
| 2005    | Вернуть из мёртвых                   | Tru Calling                    | Мэган Робертс              |
| 2006    |                                      | Crumbs                         | Андреа Малоун              |
| 2006-14 | Ясновидец                            | Psych                          | Джульет «Джулс» О’Хара     |
| 2007    | Чистильщик                           | Cleaner                        | Чери                       |
| 2007    | Правила совместной жизни             | Rules Of Engagement            | Джесси                     |
| 2008    | Воплощение страха                    | Fear Itself                    | Саманта                    |
| 2009    | Большая жратва 2                     | Still Waiting…                 | Эллисон                    |
| 2009    | Убийственная стрижка                 | Killer Hair                    | Лэйси Смитсониан           |
| 2009    | Преступления моды: Агрессивный имидж | Hostile Makeover               | Лэйси Смитсониан           |
| 2009    | Геймер                               | Gamer                          | журналистка                |
| 2010    | Свидание с Дианой                    | A Date with Diana              | Диана                      |
| 2012    | Правосудие                           | Justified                      | Лайла                      |
| 2013-14 | Вернуться в игру                     | Back in the Game               | Терри Гэннон-младшая       |
| 2014    | Спасти свидание                      | Save the Date                  | Кейт                       |
| 2014-15 | Два с половиной человека             | Two and a Half Men             | мисс Макмартин             |
| 2016    | Ангел из ада                         | Angel from Hell                | Эллисон Фуллер             |
| 2017    | В четырёх стенах                     | The Great Indoors              | Рэйчел                     |
| 2017    | Ясновидец: Фильм                     | Psych                          | Джульет «Джулс» О’Хара     |